# Anita Barone
Pour les articles homonymes, voir Barone.
Anita Barone est une actrice américaine née le 25 septembre 1964 à Saint-Louis, Missouri.

## Biographie
Elle a joué le rôle de Carol Willick, l'ex-femme lesbienne de Ross, dans le premier épisode de la série Friends. 

### Vie privée
Elle est mariée à l'acteur Matthew Glave avec qui elle a deux filles.

## Filmographie
- 1994 : Friends : Carol Willick (saison 1, épisode 2)
- 2000 : Papa s'en mêle  (Daddio) (série télévisée)
- 2011 : Desperate Housewives  : Ex-Femme de Chuck (saison 7 épisode 23)
- 2010-2013 : Shake It Up : Georgia Jon (25 épisodes)